# Vladimir Bulatović
Vladimir Bulatović (en serbio: Владимир Булатовић; Sopotsko, Reino de Yugoslavia —actual Macedonia del Norte—, 8 de marzo de 1931-Belgrado, 1 de  septiembre de 1994), más conocido como Vib (en serbio: Виб), fue un escritor y periodista serbio, reconocido por sus aforismos y textos satíricos. En su homenaje se estableció el premio Vib, que se otorga a jóvenes escritores de sátira.

## Biografía
Nació en Sopotsko, donde su madre era profesora. Estudió en la Escuela de periodismo y diplomacia, y se graduó de la Facultad de filosofía de la Universidad de Belgrado.
Fue editor durante mucho tiempo del periódico Politika y editor en jefe de la revista Politikin zabavnik (publicada desde febrero de 1939). Es considerado uno de los mejores escritores de sátira de la historia de la literatura serbia y, en una encuesta para la revista Rhino, fue votado como el mejor escritor satírico de todos los tiempos. La novena edición del Festival Internacional de Sátira, llevado a cabo en Belgrado en 2011, conmemoró el 80.º aniversario de su nacimiento.

## Obra
En su obra se incluyen:
- Budilnik (1963, sátira)
- Menjačnica ideala (1965, sátira)
- Veliko spremanje (1971)
- Korak nazad, aforizmi (1976, aforismos)
- Izbor - Šta je pisac hteo da kaže? Okretne i druge igre (1994, póstumamente).

Uno de sus aforismos dice: «En el bosque, un chalé; en el chalé, un mercedes; en el mercedes, un hombre; en el hombre, un corazón; en el corazón, amor por la clase obrera (У шуми, вила, у вили мерцедес, у мерцедесу човек, у човеку срце, у срцу љубав за радничку класу)».